# Camburat
Camburat est une commune française, située dans l'est du département du Lot en région Occitanie.
Elle est également dans la Limargue, une région naturelle occupant une dépression verdoyante entre les causses du Quercy et le Ségala quercynois.
Exposée à un climat océanique altéré, elle est drainée par le Drauzou, le ruisseau de la Dournelle, le ruisseau de Planioles et par divers autres petits cours d'eau.
Camburat est une commune rurale qui compte 445 habitants en 2022, après avoir connu une forte hausse de la population depuis 1968. Elle est dans l'agglomération de Figeac et fait partie de l'aire d'attraction de Figeac. Ses habitants sont appelés les Camburatois ou  Camburatoises.

## Géographie

### Communes limitrophes
| Fourmagnac       | Cardaillac |           |
| Fons             | Camburat   | Planioles |
| Lissac-et-Mouret | Figeac     |           |

### Climat
Pour des articles plus généraux, voir Climat de l'Occitanie et Climat du Lot.
En 2010, le climat de la commune est de type climat océanique altéré, selon une étude s'appuyant sur une série de données couvrant la période 1971-2000. En 2020, Météo-France publie une typologie des climats de la France métropolitaine dans laquelle la commune est exposée à un climat de montagne ou de marges de montagne et est dans la région climatique Ouest et nord-ouest du Massif Central, caractérisée par une pluviométrie annuelle de 900 à 1 500 mm, maximale en automne et en hiver.
Pour la période 1971-2000, la température annuelle moyenne est de 12,8 °C, avec une amplitude thermique annuelle de 15,4 °C. Le cumul annuel moyen de précipitations est de 1 042 mm, avec 11,3 jours de précipitations en janvier et 6,5 jours en juillet. Pour la période 1991-2020, la température moyenne annuelle observée sur la station météorologique la plus proche, située sur la commune de Faycelles à 9 km à vol d'oiseau, est de 13,1 °C et le cumul annuel moyen de précipitations est de 806,2 mm,. Pour l'avenir, les paramètres climatiques de la commune estimés pour 2050 selon différents scénarios d’émission de gaz à effet de serre sont consultables sur un site dédié publié par Météo-France en novembre 2022.

### Milieux naturels et biodiversité
Aucun espace naturel présentant un intérêt patrimonial n'est recensé sur la commune dans l'inventaire national du patrimoine naturel,,.

## Urbanisme

### Typologie
Au 1er janvier 2024, Camburat est catégorisée commune rurale à habitat dispersé, selon la nouvelle grille communale de densité à sept niveaux définie par l'Insee en 2022.
Elle appartient à l'unité urbaine de Figeac, une agglomération intra-départementale regroupant six  communes, dont elle est une commune de la banlieue,,. Par ailleurs la commune fait partie de l'aire d'attraction de Figeac, dont elle est une commune de la couronne,. Cette aire, qui regroupe 59 communes, est catégorisée dans les aires de moins de 50 000 habitants,.

### Occupation des sols
L'occupation des sols de la commune, telle qu'elle ressort de la base de données européenne d’occupation biophysique des sols Corine Land Cover (CLC), est marquée par l'importance des territoires agricoles (88,6 % en 2018), une proportion sensiblement équivalente à celle de 1990 (88,4 %). La répartition détaillée en 2018 est la suivante : 
prairies (82,6 %), forêts (10,7 %), zones agricoles hétérogènes (6 %), zones urbanisées (0,7 %). L'évolution de l’occupation des sols de la commune et de ses infrastructures peut être observée sur les différentes représentations cartographiques du territoire : la carte de Cassini (XVIIIe siècle), la carte d'état-major (1820-1866) et les cartes ou photos aériennes de l'IGN pour la période actuelle (1950 à aujourd'hui).

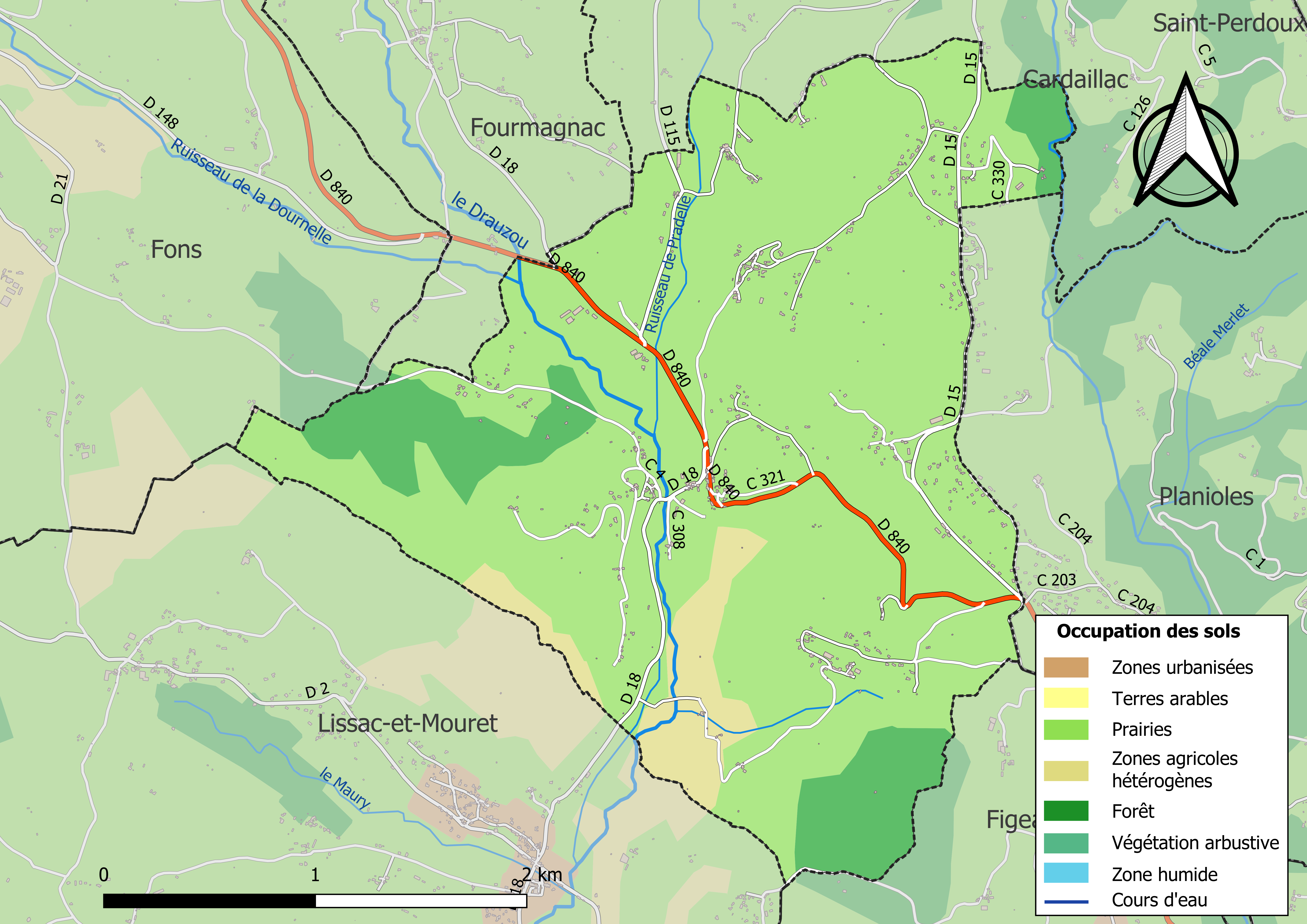
Carte des infrastructures et de l'occupation des sols de la commune en 2018 (CLC).

### Risques majeurs
Le territoire de la commune de Camburat est vulnérable à différents aléas naturels : météorologiques (tempête, orage, neige, grand froid, canicule ou sécheresse), inondations, feux de forêts, mouvements de terrains et séisme (sismicité très faible). Il est également exposé à un risque technologique,  le transport de matières dangereuses, et à deux risques particuliers : le risque minier et le risque de radon. Un site publié par le BRGM permet d'évaluer simplement et rapidement les risques d'un bien localisé soit par son adresse soit par le numéro de sa parcelle.

#### Risques naturels
Certaines parties du territoire communal sont susceptibles d’être affectées par le risque d’inondation par débordement de cours d'eau, notamment le Drauzou. La cartographie des zones inondables en ex-Midi-Pyrénées réalisée dans le cadre du XIe Contrat de plan État-région, visant à informer les citoyens et les décideurs sur le risque d’inondation, est accessible sur le site de la DREAL Occitanie. La commune a été reconnue en état de catastrophe naturelle au titre des dommages causés par les inondations et coulées de boue survenues en 1982, 1993, 1994 et 1999,.
Camburat est exposée au risque de feu de forêt. Un plan départemental de protection des forêts contre les incendies a été approuvé par arrêté préfectoral le 30 novembre 2015 pour la période 2015-2025. Les propriétaires doivent ainsi couper les broussailles, les arbustes et les branches basses sur une profondeur de 50 mètres, aux abords des constructions, chantiers, travaux et installations de toute nature, situées à moins de 200 mètres de terrains en nature
de bois, forêts, plantations, reboisements, landes ou friches. Le brûlage des déchets issus de l’entretien des parcs et jardins des ménages et des collectivités est interdit. L’écobuage est également interdit, ainsi que les feux de type méchouis et barbecues, à l’exception de ceux prévus dans des installations fixes (non situées sous couvert d'arbres) constituant une dépendance d'habitation.

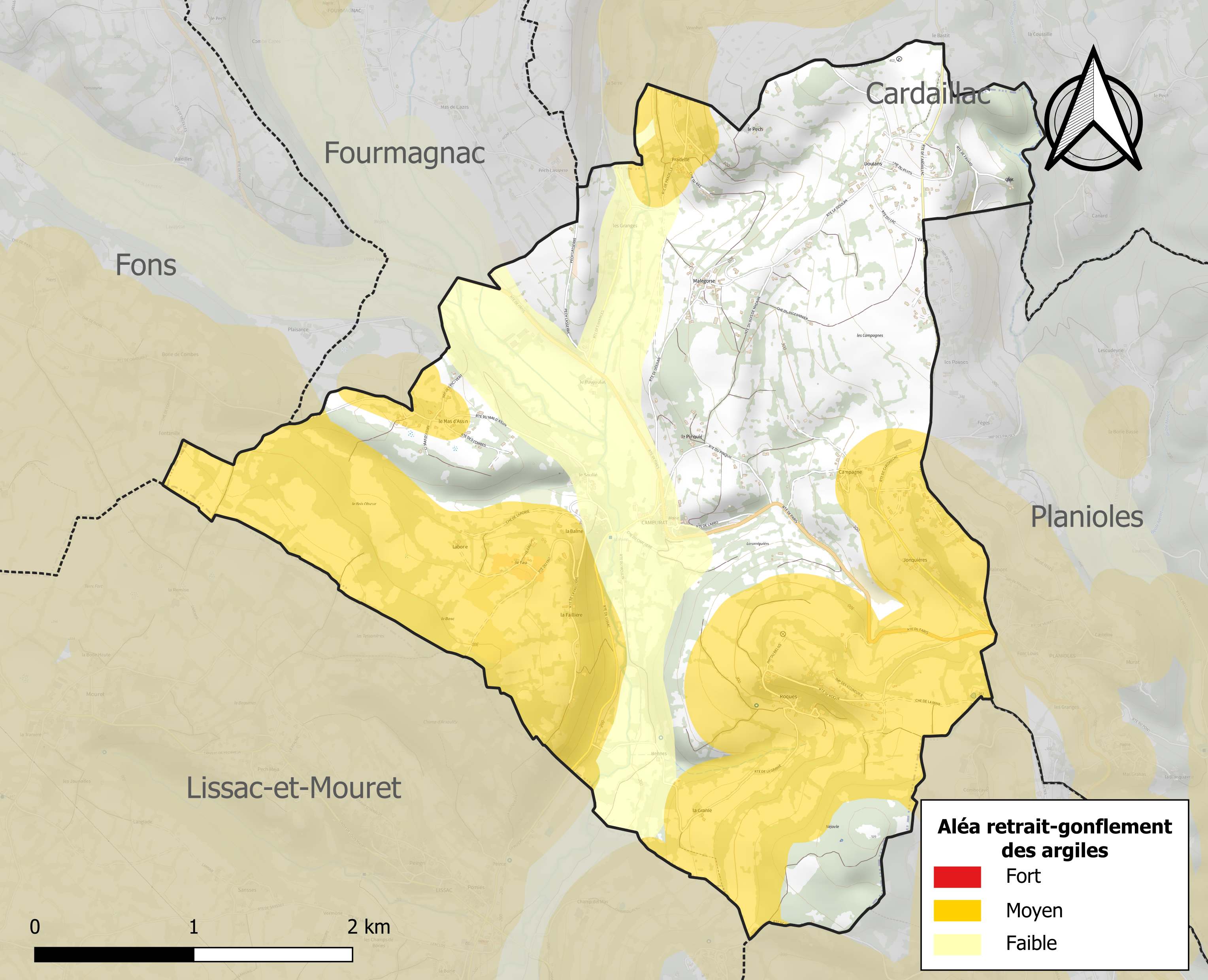
Carte des zones d'aléa retrait-gonflement des sols argileux de Camburat.

Les mouvements de terrains susceptibles de se produire sur la commune sont des affaissements et effondrements liés aux cavités souterraines (hors mines) et des glissements de terrain. Par ailleurs, afin de mieux appréhender le risque d’affaissement de terrain, l'inventaire national des cavités souterraines permet de localiser celles situées sur la commune.
Le retrait-gonflement des sols argileux est susceptible d'engendrer des dommages importants aux bâtiments en cas d’alternance de périodes de sécheresse et de pluie. 41,6 % de la superficie communale est en aléa moyen ou fort (67,7 % au niveau départemental et 48,5 % au niveau national). Sur les 209 bâtiments dénombrés sur la commune en 2019, 85 sont en aléa moyen ou fort, soit 41 %, à comparer aux 72 % au niveau départemental et 54 % au niveau national. Une cartographie de l'exposition du territoire national au retrait gonflement des sols argileux est disponible sur le site du BRGM,.
Par ailleurs, afin de mieux appréhender le risque d’affaissement de terrain, l'inventaire national des cavités souterraines permet de localiser celles situées sur la commune.
Concernant les mouvements de terrains, la commune a été reconnue en état de catastrophe naturelle au titre des dommages causés par la sécheresse en 1989 et par des mouvements de terrain en 1999.

#### Risques technologiques
Le risque de transport de matières dangereuses sur la commune est lié à sa traversée par une route à fort trafic. Un accident se produisant sur une telle infrastructure est susceptible d’avoir des effets graves sur les biens, les personnes ou l'environnement, selon la nature du matériau transporté. Des dispositions d’urbanisme peuvent être préconisées en conséquence.

#### Risque particulier
Des gisements de plomb et de zinc ont été exploités à la fin du XIXe siècle et au début du XXe siècle dans le bassin de Figeac. La commune est ainsi concernée par le risque minier, principalement lié à l’évolution des cavités souterraines laissées à l’abandon et sans entretien après l’exploitation des mines.
Dans plusieurs parties du territoire national, le radon, accumulé dans certains logements ou autres locaux, peut constituer une source significative d’exposition de la population aux rayonnements ionisants. Certaines communes du département sont concernées par le risque radon à un niveau plus ou moins élevé. Selon la classification de 2018, la commune de Camburat est classée en zone 2, à savoir zone à potentiel radon faible mais sur lesquelles des facteurs géologiques particuliers peuvent faciliter le transfert du radon vers les bâtiments.

## Toponymie
Le toponyme Camburat est basé sur l'anthroponyme gallo-romain Camburus ou Cambarius. La terminaison -ac est issue du suffixe gaulois -acon (lui-même du celtique commun *-āko-), souvent latinisé en -acum dans les textes. Ce qui donna Camburacum puis Camburac. Le passage du -ac au -at auvergnat se serait fait à l'époque romane, aux alentours du XIIIe siècle. Ce serait le nom donné par un propriétaire nord-occitan, par un gavach : une personne descendue de la montagne vers la plaine pour la repeupler.

## Histoire
Historiquement, c'est une paroisse née dans la dépendance des seigneurs de Cardaillac. L'histoire politique de Camburat est assez confuse tout au long du Moyen-Âge. Les intérêts des deux plus puissantes familles seigneuriales de cette partie du Haut-Quercy s'y mêlent allègrement : il est même étonnant que les Cardaillac aient toléré une possession des Barasc - ne serait-ce que le patronage d'un hôpital - sans qu'aucun conflit n'éclate entre eux.
Au XVe siècle, et certainement avant, même si on n'en a pas la preuve formelle, l'unique paroisse desservie dans l'église Saint-Sernin était partagée en deux seigneuries distinctes: la plus importante était installée au chef-lieu, l'autre plus modeste à Roques. Toutes les deux restèrent tout de même dans la sphère d'influence du castrum de Cardaillac : d'abord simple paroisse relevant de ce centre politique, la seigneurie de Cardaillac ne cessa d'être la vassale des coseigneurs de Cardaillac. La commune est très pauvre en vestiges aussi bien architecturaux qu'archéologiques du Moyen-Âge. La prospection du sol s'est révélée totalement infructueuse : aucun site pré ou protohistorique ni même gallo-romain ou médiéval n'a été découvert. La nature du terrain en est certainement une des causes : beaucoup de terre cultivées se trouvent dans la vallée du Deauzou, qui a connu un alluvionnement si important que les vestiges mobiles antiques et médiévaux doivent être à une profondeur inaccessible. Le toponyme est pourtant évocateur d'une présence gallo-romaine. C'est, en effet, un ancien Camburac : au Moyen-Âge les documents parlent de Camburaco, mais l'évolution linguistique n'a pas retenu la terminaison -ac.
La documentation du Bas Moyen-Âge témoigne toutefois d'une mise en culture intense. De nombreux textes concernent des acensements de mas isolés ou groupés, aussi bien dans la moitié septentrionale (Doulan) que méridionale (Roques) de l'actuel territoire communal. Le nombre de terroirs différents - une cinquantaine - rencontrés dans les actes concernant la seigneurie de Roques en est un autre témoin.
Pour les périodes antérieures, on est obligé d'extrapoler faute de documentation suffisante. La paroisse était peut-être érigée dès le Haut Moyen-Âge si on s'en réfère à l'invocation sous laquelle est placée l'église. Camburat n'était pas non plus le seul peuplement à cette époque puisque les abords du village de Roques sont les seuls à avoir conservé le souvenir du chemin Saint-Vivien. Des deux habitats groupés, le chef-lieu était le plus important et certainement le plus précoce, mais sa forme actuelle nous masque son évolution morphologique et sa possible organisation castrale. Il semble que le tort en revienne à une importante voie de communication qui a détourné l'habitat des rives du Drauzou et dispersé ensuite le long de son passage.

## Politique et administration
| Période                                  | Période  | Identité              | Étiquette | Qualité |
| ---------------------------------------- | -------- | --------------------- | --------- | ------- |
| 1793                                     | 1794     | Pierre Thomas         |           |         |
| 1794                                     | 1795     | Jean Andre            |           |         |
| 1795                                     | 1797     | Antoine Lacaze        |           |         |
| 1798                                     | 1837     | Pierre Montels        |           |         |
| 1837                                     | 1846     | Jean Doumerg          |           |         |
| 1846                                     | 1870     | Pierre Montel         |           |         |
| 1870                                     | 1871     | Jean Pierre Beulaguet |           |         |
| 1871                                     | 1874     | Jean Frejaville       |           |         |
| 1874                                     | 1876     | Jean Beulaguet        |           |         |
| 1876                                     | 1880     | Jean Frejaville       |           |         |
| 1881                                     | 1901     | Jean Beulaguet        |           |         |
| mars 2001                                | En cours | Bernadette Lample     |           |         |
| Les données manquantes sont à compléter. |          |                       |           |         |

## Démographie
L'évolution du nombre d'habitants est connue à travers les recensements de la population effectués dans la commune depuis 1793. Pour les communes de moins de 10 000 habitants, une enquête de recensement portant sur toute la population est réalisée tous les cinq ans, les populations de référence des années intermédiaires étant quant à elles estimées par interpolation ou extrapolation. Pour la commune, le premier recensement exhaustif entrant dans le cadre du nouveau dispositif a été réalisé en 2007.

En 2022, la commune comptait 445 habitants, en évolution de +6,97 % par rapport à 2016 (Lot : +1,31 %, France hors Mayotte : +2,11 %).
| 1793 | 1800 | 1806 | 1821 | 1831 | 1836 | 1841 | 1846 | 1851 |
| ---- | ---- | ---- | ---- | ---- | ---- | ---- | ---- | ---- |
| 498  | 556  | 579  | 563  | 602  | 643  | 628  | 637  | 637  |

| 1856 | 1861 | 1866 | 1872 | 1876 | 1881 | 1886 | 1891 | 1896 |
| ---- | ---- | ---- | ---- | ---- | ---- | ---- | ---- | ---- |
| 636  | 582  | 552  | 549  | 565  | 523  | 513  | 470  | 453  |

| 1901 | 1906 | 1911 | 1921 | 1926 | 1931 | 1936 | 1946 | 1954 |
| ---- | ---- | ---- | ---- | ---- | ---- | ---- | ---- | ---- |
| 431  | 402  | 407  | 328  | 298  | 268  | 260  | 240  | 202  |

| 1962 | 1968 | 1975 | 1982 | 1990 | 1999 | 2006 | 2007 | 2012 |
| ---- | ---- | ---- | ---- | ---- | ---- | ---- | ---- | ---- |
| 214  | 201  | 228  | 239  | 242  | 246  | 398  | 420  | 410  |

| 2017 | 2022 | - | - | - | - | - | - | - |
| ---- | ---- | - | - | - | - | - | - | - |
| 421  | 445  | - | - | - | - | - | - | - |

## Économie

### Revenus
En 2018, la commune compte 170 ménages fiscaux, regroupant 426 personnes. La médiane du revenu disponible par unité de consommation est de 22 060 € (20 740 € dans le département).

### Emploi
|                | 2008  | 2013  | 2018  |
| -------------- | ----- | ----- | ----- |
| Commune        | 3,3 % | 3,6 % | 5,7 % |
| Département    | 7,3 % | 8,9 % | 9,6 % |
| France entière | 8,3 % | 10 %  | 10 %  |

En 2018, la population âgée de 15 à 64 ans s'élève à 264 personnes, parmi lesquelles on compte 77,2 % d'actifs (71,5 % ayant un emploi et 5,7 % de chômeurs) et 22,8 % d'inactifs,. Depuis 2008, le taux de chômage communal (au sens du recensement) des 15-64 ans est inférieur à celui de la France et du département.
La commune fait partie de la couronne de l'aire d'attraction de Figeac, du fait qu'au moins 15 % des actifs travaillent dans le pôle,. Elle compte 41 emplois en 2018, contre 33 en 2013 et 22 en 2008. Le nombre d'actifs ayant un emploi résidant dans la commune est de 192, soit un indicateur de concentration d'emploi de 21,4 % et un taux d'activité parmi les 15 ans ou plus de 58,9 %.
Sur ces 192 actifs de 15 ans ou plus ayant un emploi, 37 travaillent dans la commune, soit 19 % des habitants. Pour se rendre au travail, 92,1 % des habitants utilisent un véhicule personnel ou de fonction à quatre roues, 2,6 % les transports en commun, 1 % s'y rendent en deux-roues, à vélo ou à pied et 4,2 % n'ont pas besoin de transport (travail au domicile).

### Activités hors agriculture
20 établissements sont implantés  à Camburat au 31 décembre 2019.
Le secteur des activités spécialisées, scientifiques et techniques et des activités de services administratifs et de soutien est prépondérant sur la commune puisqu'il représente 30 % du nombre total d'établissements de la commune (6 sur les 20 entreprises implantées  à Camburat), contre 13,5 % au niveau départemental.

### Agriculture
|               | 1988 | 2000 | 2010 | 2020 |
| ------------- | ---- | ---- | ---- | ---- |
| Exploitations | 27   | 13   | 12   | 4    |
| SAU (ha)      | 611  | 522  | 583  | 353  |

La commune est dans la Limargue », une petite région agricole occupant une bande verticale à l'est du territoire du département du Lot. En 2020, l'orientation technico-économique de l'agriculture  sur la commune est l'élevage de bovins, pour la viande. Quatre exploitations agricoles ayant leur siège dans la commune sont dénombrées lors du recensement agricole de 2020 (27 en 1988). La superficie agricole utilisée est de 353 ha,,.

## Culture locale et patrimoine

### Lieux et monuments
- Église Saint-Saturnin de Camburat. L'édifice est référencé dans la base Mérimée et à l'Inventaire général Région Occitanie[32].

### Personnalités liées à la commune
- Antoine César de Conquans, seigneur de Camburat. Baptisé le 4 mai 1693 à Camburat. Décédé à Camburat le 9 septembre 1751. Inhumé dans l'église du lieu en présence de toute la paroisse. il fut maintenu dans sa noblesse le 7 juillet 1716[33][pertinence contestée].

### Héraldique
| Blason de Camburat | Blason  | Coupé : au 1er d'azur à un phénix couronné d'or sur son immortalité de gueules, au 2d de sinople à une brebis passante d'argent colletée, clarinée et onglée de pourpre. |
| Blason de Camburat | Détails | Le phénix couronné d'or rappelle l'aigle couronnée d’or sur azur des armoiries de la famille de Conquans, originaire d’Auvergne, qui résida à Camburat aux XVIIe et XVIIIe siècles. Il symbolise aussi la renaissance de Camburat après le drame subi lors de la Seconde Guerre mondiale où 23 maisons ont été incendiées par la 2ème DB de l'armée allemande. La brebis symbolise l'importance de l'élevage pour la commune. Création Michel Degand, adoptée le 7 décembre 2020. |

#### Site de l'Insee
1. ↑  « La grille communale de densité », sur le site de l'Insee, 28 mai 2024 (consulté le 28 juin 2024).
2. ↑  « Unité urbaine 2020 de Figeac », sur le site de l'Insee (consulté le 28 juin 2024).
3. 1 2  Insee, « Métadonnées de la commune de Camburat ».
4. ↑  « Liste des communes composant l'aire d'attraction de Figeac », sur le site de l'Insee (consulté le 28 juin 2024).
5. ↑  Marie-Pierre de Bellefon, Pascal Eusebio, Jocelyn Forest, Olivier Pégaz-Blanc et Raymond Warnod (Insee), « En France, neuf personnes sur dix vivent dans l’aire d’attraction d’une ville », sur le site de l'Insee, 21 octobre 2020 (consulté le 28 juin 2024).
6. ↑  « REV T1 - Ménages fiscaux de l'année 2018 à Camburat » (consulté le 5 février 2022).
7. ↑  « REV T1 - Ménages fiscaux de l'année 2018 dans le Lot » (consulté le 5 février 2022).
8. 1 2  « Emp T1 - Population de 15 à 64 ans par type d'activité en 2018 à Camburat » (consulté le 5 février 2022).
9. ↑  « Emp T1 - Population de 15 à 64 ans par type d'activité en 2018 dans le Lot » (consulté le 5 février 2022).
10. ↑  « Emp T1 - Population de 15 à 64 ans par type d'activité en 2018 dans la France entière » (consulté le 5 février 2022).
11. ↑  « Base des aires d'attraction des villes 2020 », sur site de l'Insee (consulté le 10 avril 2021).
12. ↑  « Emp T5 - Emploi et activité en 2018 à Camburat » (consulté le 5 février 2022).
13. ↑  « ACT T4 - Lieu de travail des actifs de 15 ans ou plus ayant un emploi qui résident dans la commune en 2018 » (consulté le 5 février 2022).
14. ↑  « ACT G2 - Part des moyens de transport utilisés pour se rendre au travail en 2018 » (consulté le 5 février 2022).
15. ↑  « DEN T5 - Nombre d'établissements par secteur d'activité au 31 décembre 2019 à Camburat » (consulté le 14 février 2022).
16. ↑  « DEN T5 - Nombre d'établissements par secteur d'activité au 31 décembre 2019 dans le Lot » (consulté le 14 février 2022).

#### Autres sources
1. ↑  Carte IGN sous Géoportail
2. 1 2  Daniel Joly, Thierry Brossard, Hervé Cardot, Jean Cavailhes, Mohamed Hilal et Pierre Wavresky, « Les types de climats en France, une construction spatiale », Cybergéo, revue européenne de géographie - European Journal of Geography, no 501,‎ 18 juin 2010 (DOI 10.4000/cybergeo.23155, lire en ligne, consulté le 14 novembre 2023)
3. ↑  « Zonages climatiques en France métropolitaine. », sur pluiesextremes.meteo.fr (consulté le 14 novembre 2023).
4. ↑  « Orthodromie entre Camburat et Faycelles », sur fr.distance.to (consulté le 14 novembre 2023).
5. ↑  « Station Météo-France « Faycelles » (commune de Faycelles) - fiche climatologique - période 1991-2020 », sur donneespubliques.meteofrance.fr (consulté le 14 novembre 2023).
6. ↑  « Station Météo-France « Faycelles » (commune de Faycelles) - fiche de métadonnées. », sur donneespubliques.meteofrance.fr (consulté le 14 novembre 2023).
7. ↑  « Climadiag Commune : diagnostiquez les enjeux climatiques de votre collectivité. », sur meteofrance.fr, novembre 2022 (consulté le 14 novembre 2023).
8. ↑  « Liste des zones Natura 2000 de la commune de Camburat », sur le site de l'Inventaire national du patrimoine naturel (consulté le 2 septembre 2021).
9. ↑  « Liste des ZNIEFF de la commune de Camburat », sur le site de l'Inventaire national du patrimoine naturel (consulté le 2 septembre 2021).
10. ↑  « Liste des espaces protégés sur la commune de Camburat », sur le site de l'Inventaire national du patrimoine naturel (consulté le 2 septembre 2021).
11. ↑  « CORINE Land Cover (CLC) - Répartition des superficies en 15 postes d'occupation des sols (métropole). », sur le site des données et études statistiques du ministère de la Transition écologique. (consulté le 14 avril 2021).
12. 1 2 3  « Les risques près de chez moi - commune de Camburat », sur Géorisques (consulté le 17 octobre 2022).
13. ↑  BRGM, « Évaluez simplement et rapidement les risques de votre bien », sur Géorisques (consulté le 13 septembre 2022).
14. ↑  DREAL Occitanie, « CIZI », sur occitanie.developpement-durable.gouv.fr (consulté le 13 septembre 2022).
15. ↑  « Dossier départemental des risques majeurs dans le Lot »(Archive.org • Wikiwix • Archive.is • Google • Que faire ?), sur lot.gouv.fr (consulté le 13 septembre 2022), partie 1 -  chapitre Risque inondation.
16. ↑  « Dossier départemental des risques majeurs dans le Lot »(Archive.org • Wikiwix • Archive.is • Google • Que faire ?), sur lot.gouv.fr (consulté le 13 septembre 2022).
17. ↑  « Dossier départemental des risques majeurs dans le Lot »(Archive.org • Wikiwix • Archive.is • Google • Que faire ?), sur lot.gouv.fr (consulté le 13 septembre 2022), chapitre Mouvements de terrain.
18. 1 2  « Liste des cavités souterraines localisées sur la commune de Camburat », sur georisques.gouv.fr (consulté le 13 septembre 2022).
19. ↑  « Retrait-gonflement des argiles », sur le site de l'observatoire national des risques naturels (consulté le 13 septembre 2022).
20. ↑  « Dossier départemental des risques majeurs dans le Lot »(Archive.org • Wikiwix • Archive.is • Google • Que faire ?), sur lot.gouv.fr (consulté le 13 septembre 2022), chapitre Risque transport de matières dangereuses.
21. ↑  « Dossier départemental des risques majeurs dans le Lot »(Archive.org • Wikiwix • Archive.is • Google • Que faire ?), sur lot.gouv.fr (consulté le 13 septembre 2022),  chapitre Risque minier.
22. ↑  « Cartographie du risque radon en France. », sur le site de l’IRSN, janvier 2021 (consulté le 13 septembre 2022).
23. ↑  Gaston Bazalgues, À la découverte des noms de lieux du Quercy : Toponymie lotoise, Gourdon, Éditions de la Bouriane et du Quercy, juin 2002, 127 p. (ISBN 2-910540-16-2), p. 41, 108, 129.
24. ↑  « Les maires de Camburat », sur francegenweb.org, 19 février 2011 (consulté le 12 octobre 2016).
25. ↑  L'organisation du recensement, sur insee.fr.
26. ↑  Calendrier départemental des recensements, sur insee.fr.
27. ↑  Des villages de Cassini aux communes d'aujourd'hui sur le site de l'École des hautes études en sciences sociales.
28. ↑  Fiches Insee - Populations de référence de la commune pour les années 2006, 2007, 2008, 2009, 2010, 2011, 2012, 2013, 2014, 2015, 2016, 2017, 2018, 2019, 2020, 2021 et 2022.
29. ↑  « Les régions agricoles (RA), petites régions agricoles(PRA) - Année de référence : 2017 », sur agreste.agriculture.gouv.fr (consulté le 14 février 2022).
30. ↑  Présentation des premiers résultats du recensement agricole 2020, Ministère de l’agriculture et de l’alimentation, 10 décembre 2021
31. ↑  « Fiche de recensement agricole - Exploitations ayant leur siège dans la commune de Camburat - Données générales », sur recensement-agricole.agriculture.gouv.fr (consulté le 14 février 2022).
32. ↑  « Église paroissiale Saint-Saturnin », sur pop.culture.gouv.fr (consulté le 23 mai 2021).
33. ↑  Sources : registre paroissial de Camburat.
34. ↑  « 46053 Camburat (Lot) », sur armorialdefrance.fr (consulté le 5 février 2021).